# KkStB 103
| BNB IIa / MSCB 27–29 / kkStB 103 / ČSD 253.0 | BNB IIa / MSCB 27–29 / kkStB 103 / ČSD 253.0 | BNB IIa / MSCB 27–29 / kkStB 103 / ČSD 253.0 |
| -------------------------------------------- | -------------------------------------------- | -------------------------------------------- |
|                                              |                                              |                                              |
|                                              |                                              |                                              |
| Technische Daten                             |                                              |                                              |
|                                              | BNB IIa                                      | MSCB 27–29                                   |
| Nummerierung:                                | BNB IIa 13–20 kkStB 103.01–08                | MSCB 21–23 kkStB 3.21–23 kkStB 103.21–23     |
| Anzahl:                                      | BNB IIa: 8                                   | MSCB: 3                                      |
| Baujahr(e):                                  | 1889–1899                                    | 1892                                         |
| Ausmusterung:                                | ČSD: bis 1930                                | ČSD: 1918, 1923                              |
| Spurweite:                                   | 1.435 mm                                     | 1.435 mm                                     |
| Achsformel:                                  | 2'B n2                                       | 2'B n2                                       |
| Zylinderdurchmesser:                         | 426 mm                                       | 426 mm                                       |
| Kolbenhub:                                   | 660 mm                                       | 660 mm                                       |
| Treibraddurchmesser:                         | 1780 mm                                      | 1780 mm                                      |
| Laufraddurchmesser:                          | 900 mm                                       | 900 mm                                       |
| Fester Radstand:                             | 2300 mm                                      | 2300 mm                                      |
| Gesamtradstand:                              | 5610 mm                                      | 5610 mm                                      |
| Gesamtradstand mit Tender:                   | 11632 mm                                     | 11322 mm                                     |
| Rohrheizfläche:                              | 109,2 m²                                     | 109,4 m²                                     |
| Anzahl der Heizrohre:                        | 183                                          | 183                                          |
| Strahlungsheizfläche:                        | 7,4 m²                                       | 7,6 m²                                       |
| Rostfläche:                                  | 2,01 m²                                      | 2,01 m²                                      |
| Kesselüberdruck:                             | 12 atm                                       | 12 atm                                       |
| Leermasse:                                   | 39,0 t                                       | 39,0 t                                       |
| Reibungsmasse:                               | 26,0 t                                       | 26,0 t                                       |
| Dienstmasse:                                 | 43,2 t                                       | 43,2 t                                       |
| Höhe:                                        | 4,293 m                                      | 4,293 m                                      |
| Höchstgeschwindigkeit:                       | 80 km/h                                      | 80 km/h                                      |
| Tender:                                      | 42                                           | 8                                            |

Die Dampflokomotivreihe kkStB 103 war eine Schnellzug-Schlepptenderlokomotivreihe der k.k. österreichischen Staatsbahnen (kkStB), deren Lokomotiven ursprünglich von der Böhmischen Nordbahn (BNB) und von der Mährisch-Schlesischen Centralbahn (MSCB) stammten.

## KkStB 103.01–08 (BNB)
Die BNB beschaffte diese acht Maschinen von 1889 bis 1899, ordnete sie der Reihe IIa zu und gab ihnen die Nummern 13–20.
Lieferant der ersten beiden Maschinen war die Lokomotivfabrik Floridsdorf; die restlichen lieferte die Wiener Neustädter Lokomotivfabrik in den Jahren 1893 (zwei Stück), 1895 (ein Stück), 1898 (ein Stück) und 1899 (zwei Stück).
Nach der Verstaatlichung 1908 bezeichnete sie die kkStB als 103.01–08.
Nach dem Ersten Weltkrieg kamen alle acht zur ČSD, die aber nur noch fünf Stück als 253.0 einordnete und bis 1930 ausmusterte.

## KkStB 103.21-23 (MSCB)
Die drei Lokomotiven dieser 1892 beschafften Reihe trugen bei der MSCB die Nummern 27–29.
Sie unterschieden sich von den BNB-Maschinen durch eine geringfügig größere Heizfläche der Rohre und der Feuerbüchse.
Allerdings waren sie mit unterschiedlichen Tendern gekuppelt.
Sie wurden von der Lokomotivfabrik Floridsdorf geliefert.
Nach der Verstaatlichung 1895 bekamen sie bei der kkStB zunächst die Bezeichnung 3.21–23, wurden aber schließlich 1904 103.21–23.
Nach dem Ersten Weltkrieg kamen sie zur ČSD, die sie ausschied, ohne ihnen eine eigene Reihenbezeichnung zu geben.